# Liste der Kulturgüter in Basel/Altstadt Grossbasel rechts des Birsig
Die Liste der Kulturgüter in Basel/Altstadt Grossbasel rechts des Birsig enthält alle Objekte im Quartier Altstadt Grossbasel rechts des Birsig der Stadt Basel im Kanton Basel-Stadt, die gemäss der Haager Konvention zum Schutz von Kulturgut bei bewaffneten Konflikten, dem Bundesgesetz vom 20. Juni 2014 über den Schutz der Kulturgüter bei bewaffneten Konflikten sowie der Verordnung vom 29. Oktober 2014 über den Schutz der Kulturgüter bei bewaffneten Konflikten unter Schutz stehen.
Objekte der Kategorien A und B sind vollständig in der Liste enthalten, Objekte der Kategorie C fehlen zurzeit (Stand: 1. Januar 2023).

## Kulturgüter
| Foto | | Objekt                                                                              | Kat. | Typ | Standort                                             | Beschreibung                                                                                    |
| ---- | --- | ----------------------------------------------------------------------------------- | ---- | --- | ---------------------------------------------------- | ----------------------------------------------------------------------------------------------- |
| ja   | Datei hochladen · Wikidata zu Bischofshof mit Stift (Q19362797)                                                  | Bischofshof mit Stift KGS-Nr.: 01556                                                | A    | G   | Rittergasse 1 611608 / 267271                        |                                                                                                 |
| ja   | Datei hochladen · Wikidata zu Das Blaue Haus (Q18002002)                                                         | Blaues Haus (Reichensteinerhof) KGS-Nr.: 01557                                      | A    | G   | Rheinsprung 16 611335 / 267516                       |                                                                                                 |
| ja   | Datei hochladen · Wikidata zu Domhof (Q19362801)                                                                 | Domhof KGS-Nr.: 01563                                                               | A    | G   | Münsterplatz 10–12 611523 / 267238                   |                                                                                                 |
| ja   | Datei hochladen · Wikidata zu Berri-Villen (Antikenmuseum) (Q19362796)                                           | Berri-Villen KGS-Nr.: 01564                                                         | A    | G   | St. Alban-Graben 5–7 611649 / 267083                 |                                                                                                 |
| ja   | Datei hochladen · Wikidata zu Barfüsserkirche (Basel) (Q808119)                                                  | Ehemalige Barfüsserkirche KGS-Nr.: 01565                                            | A    | G   | Barfüsserplatz 7 611399 / 267114                     |                                                                                                 |
| ja   | Datei hochladen · Wikidata zu Geltenzunft (Q19362808)                                                            | Geltenzunft KGS-Nr.: 01571                                                          | A    | G   | Marktplatz 13 611274 / 267469                        |                                                                                                 |
| ja   | Datei hochladen · Wikidata zu Hohenfirstenhof (Q17038068)                                                        | Hohenfirstenhof KGS-Nr.: 01579                                                      | A    | G   | Rittergasse 19 611699 / 267236                       |                                                                                                 |
| ja   | Datei hochladen · Wikidata zu Mittlere Brücke (Q449659)                                                          | Mittlere Rheinbrücke KGS-Nr.: 01588                                                 | A    | G   | 611373 / 267726                                      |                                                                                                 |
| ja   | Datei hochladen · Wikidata zu Naturhistorisches Museum Basel (Q675823)                                           | Naturhistorisches Museum (Gebäude) KGS-Nr.: 01591                                   | A    | G   | Augustinergasse 2 611432 / 267446                    |                                                                                                 |
| ja   | Datei hochladen · Wikidata zu Basler Münster (Q666479)                                                           | Münster mit Kreuzgängen und Pfalz KGS-Nr.: 01597                                    | A    | G   | Münsterplatz 8 611545 / 267297                       |                                                                                                 |
| ja   | Datei hochladen · Wikidata zu Martinskirche (Basel) (Q1555900)                                                   | Martinskirche KGS-Nr.: 01596                                                        | A    | G   | Martinskirchplatz 4 611280 / 267591                  |                                                                                                 |
| ja   | Datei hochladen · Wikidata zu Ramsteinerhof (Q19362828)                                                          | Ramsteinerhof KGS-Nr.: 01602                                                        | A    | G   | Rittergasse 7–9 611666 / 267252                      |                                                                                                 |
| ja   | Datei hochladen · Wikidata zu Rathaus Basel (Q688984)                                                            | Rathaus mit Standbild Munatius Plancus KGS-Nr.: 01603                               | A    | G   | Marktplatz 9 611257 / 267503                         |                                                                                                 |
| ja   | Datei hochladen · Wikidata zu Das Weisse Haus (Q18002089)                                                        | Weisses Haus (Wendelstörferhof) KGS-Nr.: 01629                                      | A    | G   | Martinsgasse 3–5 611350 / 267492                     |                                                                                                 |
| ja   | Datei hochladen · Wikidata zu Hauptpost Basel (Q1589572)                                                         | Hauptpost KGS-Nr.: 01695                                                            | A    | G   | Freie Strasse 12 / Gerbergasse 13 611306 / 267401    | Aussenbau, Schalterhalle, historische Bauteile in der Durchfahrt, insbesondere gotisches Portal |
| ja   | Datei hochladen · Wikidata zu Haus zum Delphin (Q20976920)                                                       | Haus zum Delphin KGS-Nr.: 01699                                                     | A    | G   | Rittergasse 10 611628 / 267196                       |                                                                                                 |
| ja   | Datei hochladen · Wikidata zu Musiksaal (Q19362823)                                                              | Musiksaal KGS-Nr.: 01771                                                            | A    | G   | Steinenberg 14 611347 / 267069                       |                                                                                                 |
| ja   | Datei hochladen · Wikidata zu Schlüsselzunft (Q29685360)                                                         | Schlüsselzunft KGS-Nr.: 01818                                                       | A    | G   | Freie Strasse 25 / Schlüsselberg 1 611338 / 267400   |                                                                                                 |
| ja   | Datei hochladen · Wikidata zu Historisches Museum Basel (Q386286)                                                | Historisches Museum Basel mit Depotstandorten KGS-Nr.: 08522                        | A    | S   | Steinenberg 4 / Barfüsserplatz 7 611410 / 267105     |                                                                                                 |
| ja   | Datei hochladen · Wikidata zu Antikenmuseum Basel und Sammlung Ludwig (Q576081)                                  | Antikenmuseum und Sammlung Ludwig KGS-Nr.: 08523                                    | A    | S   | St. Alban-Graben 5 611656 / 267086                   |                                                                                                 |
| ja   | Datei hochladen · Wikidata zu Museum der Kulturen Basel (Q639818)                                                | Museum der Kulturen KGS-Nr.: 08525                                                  | A    | S   | Münsterplatz 20 611425 / 267448                      |                                                                                                 |
| ja   | Datei hochladen · Wikidata zu Naturhistorisches Museum Basel (Sammlung) (Q56221333)                              | Naturhistorisches Museum (Sammlung) KGS-Nr.: 08526                                  | A    | S   | Augustinergasse 2 611431 / 267438                    |                                                                                                 |
| ja   | Datei hochladen · Wikidata zu Staatsarchiv des Kantons Basel-Stadt (Sammlung) (Q56219654)                        | Staatsarchiv des Kantons Basel-Stadt (Sammlung) KGS-Nr.: 08788                      | A    | S   | Martinsgasse 2 611306 / 267546                       |                                                                                                 |
| ja   | Datei hochladen · Wikidata zu Paul Sacher Foundation (Q2058581)                                                  | Paul-Sacher-Stiftung sowie Musikaliensammlung KGS-Nr.: 08844                        | A    | S   | Münsterplatz 4 611513 / 267390                       |                                                                                                 |
| ja   | Datei hochladen · Wikidata zu Münsterhügel / Altstadt, spätlatènezeitliche-mittelalterliche Siedlung (Q19362820) | Münsterhügel/Altstadt, spätlatènezeitliche-mittelalterliche Siedlung KGS-Nr.: 09592 | A    | F   | 611501 / 267300                                      |                                                                                                 |
| ja   | Datei hochladen · Wikidata zu Haus Auf Burg mit Sacher-Archiv (Q29683522)                                        | Haus Auf Burg mit Sacher-Archiv KGS-Nr.: 01574                                      | B    | G   | Münsterplatz 4 611513 / 267390                       |                                                                                                 |
| ja   | Datei hochladen · Wikidata zu Haus zur Mücke (Q1423354)                                                          | Haus zur Mücke (über römischer Kastellmauer) KGS-Nr.: 01576                         | B    | G   | Schlüsselberg 14 611414 / 267338                     |                                                                                                 |
| ja   | Datei hochladen · Wikidata zu Staatsarchiv des Kantons Basel-Stadt (Q2324698)                                    | Staatsarchiv des Kantons Basel-Stadt (Gebäude) KGS-Nr.: 01621                       | B    | G   | Martinsgasse 2 611306 / 267546                       |                                                                                                 |
| ja   | Datei hochladen · Wikidata zu Allgemeine Lesegesellschaft (Gebäude) (Q29682349)                                  | Allgemeine Lesegesellschaft (Gebäude) KGS-Nr.: 01635                                | B    | G   | Münsterplatz 8 611562 / 267362                       |                                                                                                 |
| ja   | Datei hochladen · Wikidata zu Alte Universität (Q17038009)                                                       | Alte Universität KGS-Nr.: 01637                                                     | B    | G   | Rheinsprung 11 611332 / 267597                       |                                                                                                 |
| ja   | Datei hochladen · Wikidata zu Andlauerhof (Q20614211)                                                            | Andlauerhof KGS-Nr.: 01640                                                          | B    | G   | Münsterplatz 17 611473 / 267327                      |                                                                                                 |
| ja   | Datei hochladen · Wikidata zu Augustinerhof (Q29682414)                                                          | Augustinerhof KGS-Nr.: 01641                                                        | B    | G   | Augustinergasse 19 611476 / 267419                   |                                                                                                 |
| ja   | Datei hochladen · Wikidata zu Bärenfelserhof (Q20614560)                                                         | Bärenfelserhof KGS-Nr.: 01643                                                       | B    | G   | Stapfelberg 9 611350 / 267436                        |                                                                                                 |
| ja   | Datei hochladen · Wikidata zu Basiliskenbrunnen (Q29682463)                                                      | Basiliskenbrunnen (Augustinerbrunnen) KGS-Nr.: 01644                                | B    | K   | Augustinergasse 1 611422 / 267482                    |                                                                                                 |
| ja   | Datei hochladen · Wikidata zu Eptingerhof (Q20614841)                                                            | Eptingerhof KGS-Nr.: 01669                                                          | B    | G   | Rittergasse 12 611644 / 267176                       |                                                                                                 |
| ja   | Datei hochladen · Wikidata zu Gerichtsgebäude (Q20615039)                                                        | Gerichtsgebäude (1859, J.J. Stehlin und H. Reese, 1896) KGS-Nr.: 01683              | B    | G   | Bäumleingasse 1–3 611526 / 267143                    |                                                                                                 |
| ja   | Datei hochladen · Wikidata zu Haus Unter den Linden (Q29683556)                                                  | Haus Unter den Linden KGS-Nr.: 01697                                                | B    | G   | Münsterplatz 7 611539 / 267379                       |                                                                                                 |
| ja   | Datei hochladen · Wikidata zu Haus zum goldenen Stauffen (Q29683641)                                             | Haus zum goldenen Stauffen KGS-Nr.: 01702                                           | B    | G   | Augustinergasse 5 611447 / 267459                    |                                                                                                 |
| ja   | Datei hochladen · Wikidata zu Haus zum Kempfen (1904, Friedrich) (Q29683701)                                     | Haus zum Kempfen (1904, Friedrich) KGS-Nr.: 01706                                   | B    | G   | Freie Strasse 69 611438 / 267237                     |                                                                                                 |
| ja   | Datei hochladen · Wikidata zu Haus zum Kranichstreyt (Q29683717)                                                 | Haus zum Kranichstreyt KGS-Nr.: 01707                                               | B    | G   | Rheinsprung 7 611318 / 267622                        |                                                                                                 |
| ja   | Datei hochladen · Wikidata zu Haus zum Luft (Wohnhaus des Erasmus) (Q29683765)                                   | Haus zum Luft (Wohnhaus des Erasmus) KGS-Nr.: 01710                                 | B    | G   | Bäumleingasse 18 611584 / 267143                     |                                                                                                 |
| ja   | Datei hochladen · Wikidata zu Haus zum St. Michael (Alter Rotbergerhof) (Q29683901)                              | Haus zum St. Michael (Alter Rotbergerhof) KGS-Nr.: 01719                            | B    | G   | Rittergasse 25 611665 / 267182                       |                                                                                                 |
| ja   | Datei hochladen · Wikidata zu Haus zum Steblin (Q20615531)                                                       | Haus zum Steblin KGS-Nr.: 01720                                                     | B    | G   | Freie Strasse 27 611349 / 267384                     |                                                                                                 |
| ja   | Datei hochladen · Wikidata zu Haus zum weissen Bären (Q23542577)                                                 | Haus zum weissen Bär KGS-Nr.: 01722                                                 | B    | G   | Schlüsselberg 5 611384 / 267393                      |                                                                                                 |
| ja   | Datei hochladen · Wikidata zu Haus zum Wildemann (Q29683950)                                                     | Haus zum Wildemann KGS-Nr.: 01723                                                   | B    | G   | Augustinergasse 13 611462 / 267440                   |                                                                                                 |
| ja   | Datei hochladen · Wikidata zu Haus zur Eisenburg (Q29683980)                                                     | Haus zur Eisenburg KGS-Nr.: 01725                                                   | B    | G   | Martinsgasse 18 611355 / 267463                      |                                                                                                 |
| ja   | Datei hochladen · Wikidata zu Haus zur hohen Sonne (Q29683998)                                                   | Haus zur hohen Sonne KGS-Nr.: 01726                                                 | B    | G   | Rittergasse 21 611655 / 267196                       |                                                                                                 |
| ja   | Datei hochladen · Wikidata zu Haus zur St. Johanns Capelle (Q29684094)                                           | Haus zur St. Johanns Capelle KGS-Nr.: 01731                                         | B    | G   | Münsterplatz 2 611494 / 267382                       |                                                                                                 |
| ja   | Datei hochladen · Wikidata zu Häuser zum Fälkli und zum Venedig (Q29684194)                                      | Häuser zum Fälkli und zum Venedig KGS-Nr.: 01733                                    | B    | G   | Stapfelberg 2–4 / Schlüsselberg 3 611367 / 267412    |                                                                                                 |
| ja   | Datei hochladen · Wikidata zu Historisches Museum (ehemaliges Schulhaus) (Q29684257)                             | Historisches Museum (ehemaliges Schulhaus) KGS-Nr.: 01741                           | B    | G   | Steinenberg 4 611453 / 267042                        |                                                                                                 |
| ja   | Datei hochladen · Wikidata zu Kleiner Markgräflerhof (Q29684517)                                                 | Kleiner Markgräflerhof KGS-Nr.: 01755                                               | B    | G   | Augustinergasse 17 611469 / 267430                   |                                                                                                 |
| ja   | Datei hochladen · Wikidata zu Häuser Münsterplatz (Q29684110)                                                    | Häuser Münsterplatz KGS-Nr.: 01766                                                  | B    | G   | Münsterplatz 14–18 611486 / 267311                   |                                                                                                 |
| ja   | Datei hochladen · Wikidata zu Olsbergerhof (Q29684770)                                                           | Olsbergerhof KGS-Nr.: 01778                                                         | B    | G   | Rittergasse 27 611677 / 267170                       |                                                                                                 |
| ja   | Datei hochladen · Wikidata zu Reformierte Deutschritterkapelle (Q29684898)                                       | Deutschritterkapelle KGS-Nr.: 01785                                                 | B    | G   | Rittergasse 29 611693 / 267160                       |                                                                                                 |
| ja   | Datei hochladen · Wikidata zu Reformiertes Pfarrhaus St. Martin (Q29685012)                                      | Pfarrhaus St. Martin KGS-Nr.: 01791                                                 | B    | G   | Martinskirchplatz 12 / Rheinsprung 2 611314 / 267586 |                                                                                                 |
| ja   | Datei hochladen · Wikidata zu Reformiertes Sigristenhaus am Münster (Q29685081)                                  | Sigristenhaus am Münster KGS-Nr.: 01796                                             | B    | G   | Münsterplatz 13 611500 / 267247                      |                                                                                                 |
| ja   | Datei hochladen · Wikidata zu Regisheimerhof und Falkensteinerhof (Q29685101)                                    | Regisheimerhof und Falkensteinerhof KGS-Nr.: 01799                                  | B    | G   | Münsterplatz 10, 11 611552 / 267263                  |                                                                                                 |
| ja   | Datei hochladen · Wikidata zu Reinacherhof (Q20616566)                                                           | Reinacherhof KGS-Nr.: 01802                                                         | B    | G   | Münsterplatz 18 611457 / 267347                      |                                                                                                 |
| ja   | Datei hochladen · Wikidata zu Reischacherhof (Q1422695)                                                          | Reischacherhof KGS-Nr.: 01804                                                       | B    | G   | Münsterplatz 16 611486 / 267311                      |                                                                                                 |
| ja   | Datei hochladen · Wikidata zu Ritterhof (Q29685214)                                                              | Ritterhof KGS-Nr.: 01810                                                            | B    | G   | Rittergasse 20 611683 / 267140                       |                                                                                                 |
| ja   | Datei hochladen · Wikidata zu Rollerhof (Q29685232)                                                              | Rollerhof KGS-Nr.: 01811                                                            | B    | G   | Münsterplatz 20 611426 / 267450                      |                                                                                                 |
| ja   | Datei hochladen · Wikidata zu Samson-und-Delila-Brunnen (Q29685311)                                              | Samson-und-Delila-Brunnen KGS-Nr.: 01815                                            | B    | K   | Barfüsserplatz 611360 / 267145                       |                                                                                                 |
| ja   | Datei hochladen · Wikidata zu Schilthof (Q20616865)                                                              | Schilthof KGS-Nr.: 01816                                                            | B    | G   | Freie Strasse 90 / Steinenberg 2 611529 / 267045     |                                                                                                 |
| ja   | Datei hochladen · Wikidata zu Schürhof (Kleiner Rollerhof) (Q29685445)                                           | Schürhof (Kleiner Rollerhof) KGS-Nr.: 01825                                         | B    | G   | Münsterplatz 19 611455 / 267372                      |                                                                                                 |
| ja   | Datei hochladen · Wikidata zu Sevogelbrunnen (Q20617028)                                                         | Sevogelbrunnen KGS-Nr.: 01826                                                       | B    | K   | Martinskirchplatz 611273 / 267560                    |                                                                                                 |
| ja   | Datei hochladen · Wikidata zu Standbild Amazone (Q29685654)                                                      | Standbild Amazone (1923, Burckhardt) KGS-Nr.: 01837                                 | B    | K   | Mittlere Brücke 611283 / 267675                      |                                                                                                 |
| ja   | Datei hochladen · Wikidata zu Dreizack-Brunnen (Q29685832)                                                       | Vierzackbrunnen (Dreizackbrunnen, Spittelsprung-Brunnen) KGS-Nr.: 01849             | B    | K   | Münsterberg / Freie Strasse 611471 / 267178          |                                                                                                 |
| ja   | Datei hochladen · Wikidata zu Zum Ulrichsgärtlein (Villa von Em. La Roche) (Q29686318)                           | Zum Ulrichsgärtlein (Villa von Em. La Roche) KGS-Nr.: 01896                         | B    | G   | Rittergasse 11 611661 / 267225                       |                                                                                                 |
| ja   | Datei hochladen · Wikidata zu Kaufhaus Globus (Q29684452)                                                        | Kaufhaus Globus KGS-Nr.: 09279                                                      | B    | G   | Marktplatz 2 / Eisengasse 17 611234 / 267558         |                                                                                                 |
| ja   | Datei hochladen · Wikidata zu Pisoni-Brunnen (Q20616391)                                                         | Pisoni-Brunnen KGS-Nr.: 09941                                                       | B    | K   | Münsterplatz 611481 / 267335                         |                                                                                                 |
| ja   | Datei hochladen · Wikidata zu Vischer'scher Garten (Q29686087)                                                   | Vischer’scher Garten KGS-Nr.: 10630                                                 | B    | G   | Rittergasse 19, 29a 611731 / 267195                  |                                                                                                 |
| ja   | Datei hochladen · Wikidata zu Allgemeine Lesegesellschaft, Sammlung (Q27479721)                                  | Allgemeine Lesegesellschaft (Sammlung) KGS-Nr.: 12752                               | B    | S   | Münsterplatz 8 611556 / 267362                       |                                                                                                 |

## Übrige Baudenkmäler
| ID | Foto                                         |                 | Objekt                                       | Typ | Standort                                                           | Beschreibung |
| -- | -------------------------------------------- | --------------- | -------------------------------------------- | --- | ------------------------------------------------------------------ | --- |
|    | ja                                           | Datei hochladen | Haus Zur hohen Sonnenluft                    | G   | Augustinergasse 1 611433 / 267480                                  | [ 3 ] |
|    | Augustinergasse 1, 3 Basel 20230531 0144.jpg | Datei hochladen | Haus Zum Luft                                | G   | Augustinergasse 3 611443 / 267468                                  | [ 4 ] |
|    | BW                                           | Datei hochladen | Morituro sat                                 | G   | Augustinergasse 4 611452 / 267426                                  | 1854 errichtet                                                                                                   |
|    | ja                                           | Datei hochladen | Haus Zum Rappenfels                          | G   | Augustinergasse 7 611449 / 267456                                  | [ 6 ] |
|    | ja                                           | Datei hochladen | Reinacherhof                                 | G   | Augustinergasse 8 611465 / 267406                                  | [ 7 ] |
|    | ja                                           | Datei hochladen | Haus Zu den vier Häusern                     | G   | Augustinergasse 9 611455 / 267454                                  | [ 8 ] |
|    | ja                                           | Datei hochladen | Haus Zum Selbviert                           | G   | Augustinergasse 11 611459 / 267447                                 | [ 9 ] |
|    | ja                                           | Datei hochladen | Haus Zum gülden Critz                        | G   | Augustinergasse 15 611466 / 267435                                 | [ 10 ] |
|    | ja                                           | Datei hochladen | Haus Zur hohen Tannen                        | G   | Augustinergasse 21 611483 / 267408                                 | [ 11 ] |
|    | BW                                           | Datei hochladen | Bankhaus                                     | G   | Barfüssergasse 3 611487 / 267089                                   | Viergeschossiger Erweiterungsbau der Basler Handelsbank von 1927/2                                               |
|    | BW                                           | Datei hochladen | Geschäftshaus                                | G   | Barfüssergasse 6 611474 / 267116                                   | Sechsgeschossiges Bau von 1935/36                                                                                |
|    | BW                                           | Datei hochladen | Haus Zum niederen Mehlbaum                   | G   | Bäumleingasse 4 611528 / 267122                                    | [ 14 ] |
|    | BW                                           | Datei hochladen | Haus Zum Johannes                            | G   | Bäumleingasse 9 611597 / 267170                                    | [ 15 ] |
|    | BW                                           | Datei hochladen | Geschäftshaus Zum Maulbeerbaum               | G   | Bäumleingasse 10 611545 / 267126                                   | Viergeschossiger Betonskelettbau hinter einer Marmor- und Sandsteinverkleidung, 1930                             |
|    | BW                                           | Datei hochladen | Haus Zum Hirzen                              | G   | Bäumleingasse 11 611606 / 267173                                   | [ 17 ] |
|    | BW                                           | Datei hochladen | Haus Zum Pharisäer                           | G   | Bäumleingasse 13 611612 / 267176                                   | [ 18 ] |
|    | BW                                           | Datei hochladen | Haus Zum Vergnügen                           | G   | Bäumleingasse 14 611562 / 267127                                   | Mittelalterliches viergeschossiges Haus hinter moderner Glasfassade                                              |
|    | BW                                           | Datei hochladen | Haus Zur eisernen Tür                        | G   | Bäumleingasse 16 611568 / 267135                                   | [ 20 ] |
|    | ja                                           | Datei hochladen | Zunfthaus Zu Spinnwettern                    | G   | Eisengasse 5 611284 / 267636                                       | 1839–1842 wurde nach Plänen von Amadeus Merian erbaute, 1930 umgebaut                                            |
|    | BW                                           | Datei hochladen | Geschäftshaus Zum Schwarzen Rüden            | G   | Falknerstrasse 1 / Rüdengasse 3 611319 / 267338                    | 1900 erbaut |
|    | BW                                           | Datei hochladen | Geschäftshaus                                | G   | Falknerstrasse 5 611326 / 267316                                   | 1924/25 erbaut                                                                                                   |
|    | BW                                           | Datei hochladen | Geschäftshaus                                | G   | Falknerstrasse 17 / Pfluggässlein 5 611337 / 267255                | 1925 erbaut |
|    | BW                                           | Datei hochladen | Geschäftshaus                                | G   | Falknerstrasse 19 / Weisse Gasse 9 611341 / 267239                 | 1955 erbaut |
|    | BW                                           | Datei hochladen | Wohn- und Geschäftshaus                      | G   | Falknerstrasse 31 / Weisse Gasse 16 611347 / 267217                | 1901 erbaut |
|    | BW                                           | Datei hochladen | Wohn- und Geschäftshaus                      | G   | Falknerstrasse 33 / Weisse Gasse 22 611350 / 267207                | 1928 Erbaut |
|    | ja                                           | Datei hochladen | Geschäftshaus Zum Roten Turm                 | G   | Freie Strasse 2 611265 / 267447                                    | Nach Plänen von Emanuel La Roche und Adolf BenediktStähelin 1907–1909 gemeinsam mit Marktplatz 16 errichtet      |
|    | BW                                           | Datei hochladen | Wohn- und Geschäftshaus Zur Stadt Mühlhausen | G   | Freie Strasse 2a 611273 / 267438                                   | Nach Abtrennung der Parzelle von Nr. 2 1907–1909 für die Kaufleute Gebr. Hess bebaut                             |
|    | BW                                           | Datei hochladen | Geschäftshaus Zur Schere                     | G   | Freie Strasse 4 611279 / 267429                                    | 1855 errichtet, 1907 bei Strassenverbreiterung Fassade um 1 m nach hinten versetzt                               |
|    | BW                                           | Datei hochladen | Wohn- und Geschäftshaus Zur Himmelspforte    | G   | Freie Strasse 8 611290 / 267416                                    | 1855 errichtet                                                                                                   |
|    | BW                                           | Datei hochladen | Wohn- und Geschäftshaus Zum Goldenen Falken  | G   | Freie Strasse 9 611301 / 267438                                    | Jugendstilfassade, 1901 nach Plänen des Architekten Gustav Stehelin erbaut                                       |
|    | BW                                           | Datei hochladen | Wohn- und Geschäftshaus Zur schmalen Sonne   | G   | Freie Strasse 10 611294 / 267410                                   | 1855 errichtet                                                                                                   |
|    | BW                                           | Datei hochladen | Wohn- und Geschäftshaus                      | G   | Freie Strasse 11 611305 / 267429                                   | 1902/03 erbaut                                                                                                   |
|    | BW                                           | Datei hochladen | Wohn- und Geschäftshaus Zum Hermelin         | G   | Freie Strasse 15 611311 / 267423                                   | um 1900 in Stil der Neugotik erbaut                                                                              |
|    | BW                                           | Datei hochladen | Geschäftshaus Kaufhaus Füglistaller          | G   | Freie Strasse 23 / Stapfelberg 1 611340 / 267396                   | 1906/07 nach Plänen des Architekturbüros Suter & Burckhardt erbaut                                               |
|    | BW                                           | Datei hochladen | Geschäftshaus                                | G   | Freie Strasse 26 / Falknerstraße 3 611350 / 267338                 | 1900 errichtet, ehemals Hotel Central                                                                            |
|    | BW                                           | Datei hochladen | Wohn- und Geschäftshaus                      | G   | Freie Strasse 28 611356 / 267332                                   | 1900 errichtet                                                                                                   |
|    | BW                                           | Datei hochladen | Geschäftshaus                                | G   | Freie Strasse 29 / Schlüsselberg 6 611354 / 267377                 | 1928 als Betonskelettbau hinter einer Castione-Marmor-Fassade errichtet                                          |
|    | BW                                           | Datei hochladen | Geschäftshaus                                | G   | Freie Strasse 32 611359 / 267323                                   | 1898 errichtet nach Plänen von Adolf Kiefers                                                                     |
|    | BW                                           | Datei hochladen | Zunfthaus Zu Hausgenossen                    | G   | Freie Strasse 34 611365 / 267314                                   | 1894 bei Korrektur der Freien Straße neu errichtet                                                               |
|    | BW                                           | Datei hochladen | Wohn- und Geschäftshaus Zum Kardinal         | G   | Freie Strasse 36 / Pfluggässlein 4 611372 / 267303                 | 1893 erbaut, 1906 mitei ner doppelstöckigen Schaufensteranlage versehe                                           |
|    | BW                                           | Datei hochladen | Wohn- und Geschäftshaus Zum Pflug            | G   | Freie Strasse 38 611383 / 267290                                   | Eckhaus zur Pfluggasse, 1895 durch die Baufirma J. Stamm-Meyer errichtet                                         |
|    | BW                                           | Datei hochladen | Geschäftshaus                                | G   | Freie Strasse 39 611389 / 267326                                   | 1909 nach Plänen des Architekturbüros Suter & Burckhardt erbaut.                                                 |
|    | BW                                           | Datei hochladen | Wohn- und Geschäftshaus Zum Rosenfeld        | G   | Freie Strasse 40 / Pfluggässlein 1 611392 / 267275                 | 1976–1978 abgebrochen und mit den alten Fassadensteinen von 1892 wiedererrichtet                                 |
|    | BW                                           | Datei hochladen | Wohn- und Geschäftshaus Zu den Hörner        | G   | Freie Strasse 42 611399 / 267267                                   | 1895 errichtet durch die Architekten Gustav und Julius Kelterborn                                                |
|    | BW                                           | Datei hochladen | Geschäftshaus                                | G   | Freie Strasse 43 611398 / 267314                                   | 1910/11 erbaut                                                                                                   |
|    | BW                                           | Datei hochladen | Wohn- und Geschäftshaus Zum blauen Mann      | G   | Freie Strasse 44 611402 / 267258                                   | 1895 errichtet durch die Architekten Gustav und Julius Kelterborn                                                |
|    | BW                                           | Datei hochladen | Wohn- und Geschäftshaus                      | G   | Freie Strasse 51 611417 / 267286                                   | 1893 nach Plänen von Robert Tschaggeny erbaut                                                                    |
|    | BW                                           | Datei hochladen | Fassade eines ehemaligen Bankgebäudes        | G   | Freie Strasse 56 / Ringgässlein 5 / Streitgasse 18 611429 / 267212 | 1906 nach Plänen von Charles Mewes errichtet, 1912/13 zu einem Warenhaus umgebaut. Nur die Fassade ist erhalten. |
|    | BW                                           | Datei hochladen | Geschäftshaus                                | G   | Freie Strasse 62 611438 / 267197                                   | Eckhaus auf 67 m² Grundfläche, 1908/09 von Leonhard Friedrich entworfen.                                         |
|    | BW                                           | Datei hochladen | Wohn- und Geschäftshaus Zum Platanenbaum     | G   | Freie Strasse 72 611479 / 267135                                   | 1896–1898 nach Plänen von Gustav und Julius Kelterborn erbaut                                                    |
|    | BW                                           | Datei hochladen | Geschäftshaus                                | G   | Freie Strasse 81 / Münsterberg 1 611465 / 267196                   | 1905/06 als Bankhaus nach Plänen von Rudolf Sandreuter erbaut, 1947/48 aufgestockt                               |
|    | BW                                           | Datei hochladen | Geschäftshaus                                | G   | Freie Strasse 88 / Barfüssergasse 3 611516 / 267071                | 1911 als Erweiterung der im Schilthof (Nr. 90) ansässigen Basler Handelsbank errichtet                           |
|    | BW                                           | Datei hochladen | Haus Zum Fälklein                            | G   | Freie Strasse 93 611498 / 267146                                   | 1866 tiefgreifend umgebaut und mit neuer Fassade versehen                                                        |
|    | BW                                           | Datei hochladen | Wohn- und Geschäftshaus Zum Bernau           | G   | Freie Strasse 95 611502 / 267144                                   | 1816 neue Fassade, 1833 um ein Geschoss aufgestockt, Erdgeschosszone 1965 modernisiert                           |
|    | BW                                           | Datei hochladen | Wohn- und Geschäftshaus Zum Kupferberg       | G   | Freie Strasse 97 611509 / 267142                                   | [ 57 ] |
|    | BW                                           | Datei hochladen | Wohn- und Geschäftshaus Zum goldenen Ort     | G   | Freie Strasse 101 / Bäumleingasse 2 611518 / 267117                | 1899/1900 nach Plänen von Gustav und Julius Kelterborn erbaut.                                                   |
|    | BW                                           | Datei hochladen | Wohn- und Geschäftshaus                      | G   | Freie Strasse 103 611524 / 267105                                  | 1900 nach Plänen von Joseph Leonz Stöcklin erbaut                                                                |
|    | BW                                           | Datei hochladen | Wohn- und Geschäftshaus                      | G   | Freie Strasse 105 611529 / 267095                                  | 1899 nach Plänen von Straub & Büchler erbaut                                                                     |
|    | BW                                           | Datei hochladen | Bank- und Wohnhaus Zum Eichbau               | G   | Freie Strasse 107 611534 / 267084                                  | 1901/02 nach Plänen der Architekten Emanuel LaRoche und Adolf Benedikt Stähelin erbaut                           |
|    | BW                                           | Datei hochladen | Geschäftshaus                                | G   | Kaufhausgasse 5 / Freie Strasse 70 611472 / 267145                 | 1844 errichtet, im frühen 20. Jahrhundert wurden die Häuser 1, 3 und 5 vereinigt                                 |
|    | BW                                           | Datei hochladen | Bankhaus                                     | G   | Kaufhausgasse 7 611449 / 267125                                    | Als Wohnhaus 1843–1846 auf dem ehemaligen Spitalareal errichtet, im 20. Jh. zu einem Bankhaus umgebaut           |
|    | BW                                           | Datei hochladen | Geschäftshaus                                | G   | Marktplatz 5 / Martinsgässlein 2 611243 / 267536                   | |
|    | BW                                           | Datei hochladen | Ehrenfelserhof                               | G   | Martinsgasse 8 611327 / 267503                                     | [ 64 ] |
|    | BW                                           | Datei hochladen | Ehrenfelserhof                               | G   | Martinsgasse 10 611333 / 267493                                    | [ 65 ] |
|    | BW                                           | Datei hochladen | Ehrenfelserhof                               | G   | Martinsgasse 12 611339 / 267485                                    | [ 66 ] |
|    | BW                                           | Datei hochladen | Eisenburg                                    | G   | Martinsgasse 16 611347 / 267476                                    | [ 67 ] |
|    | BW                                           | Datei hochladen | Wohnhaus                                     | G   | Martinskirchplatz 5 611275 / 267569                                | |
|    | BW                                           | Datei hochladen | Haus Zur Schaufel und Zum Spiess             | G   | Münsterberg 2 611485 / 267178                                      | [ 68 ] |
|    | BW                                           | Datei hochladen | Wohn- und Geschäftshaus Zum Vogelsang        | G   | Münsterberg 4 611484 / 267184                                      | [ 69 ] |
|    | BW                                           | Datei hochladen | Haus Zum Bärenloch                           | G   | Münsterberg 10 611486 / 267199                                     | [ 70 ] |
|    | BW                                           | Datei hochladen | Haus Zum niederen Hohenberg                  | G   | Münsterberg 13 611495 / 267241                                     | [ 71 ] |
|    | BW                                           | Datei hochladen | Haus Zum Unteren Freiburg                    | G   | Münsterberg 14 611487 / 267208                                     | [ 72 ] |
|    | BW                                           | Datei hochladen | Haus Zum Oberen Freiburg                     | G   | Münsterberg 16 611488 / 267216                                     | [ 73 ] |
|    | ja                                           | Datei hochladen | Haus Zur Kapelle                             | G   | Münsterplatz 1 611488 / 267396                                     | [ 74 ] |
|    | BW                                           | Datei hochladen | Oberes Gymnasium                             | G   | Münsterplatz 14 611478 / 267254                                    | von Heinrich Reese, vollendet 1888                                                                               |
|    | BW                                           | Datei hochladen | Gymnasium Auf Burg                           | G   | Münsterplatz 15 611497 / 267298                                    | [ 76 ] |
|    | BW                                           | Datei hochladen | Unteres Gymnasium                            | G   | Münsterplatz 16 611459 / 267279                                    | 1843–1845 erbaut von Amadeus Merian                                                                              |
|    | BW                                           | Datei hochladen | Schulhaus                                    | G   | Münsterplatz 18 611441 / 267307                                    | 1921 errichtet von Carl Leisinger                                                                                |
|    | BW                                           | Datei hochladen | Haus Zum Sonnenberg                          | G   | Pfluggässlein 6 611358 / 267277                                    | 1603 errichtet, 1864 Ladeneinbau im Erdgeschoss                                                                  |
|    | BW                                           | Datei hochladen | Wohn- und Geschäftshaus                      | G   | Pfluggässlein 10 611342 / 267274                                   | [ 80 ] |
|    | ja                                           | Datei hochladen | Haus Zum Sonnenfroh                          | G   | Rheinsprung 2 611296 / 267628                                      | [ 81 ] |
|    | BW                                           | Datei hochladen | Haus Zur Rheinbrücke                         | G   | Rheinsprung 3 / Eisengasse 1-3 611303 / 267645                     | [ 82 ] |
|    | ja                                           | Datei hochladen | Haus Zum schwarzen Hut                       | G   | Rheinsprung 4 611302 / 267623                                      | [ 83 ] |
|    | ja                                           | Datei hochladen | Haus Zum Wilden Mann                         | G   | Rheinsprung 6 611307 / 267617                                      | [ 84 ] |
|    | ja                                           | Datei hochladen | Haus Zum roten Turm                          | G   | Rheinsprung 8 611311 / 267612                                      | [ 85 ] |
|    | ja                                           | Datei hochladen | Hans Duttelbach des Turmbläsers Haus         | G   | Rheinsprung 10 611318 / 267604                                     | [ 86 ] |
|    | ja                                           | Datei hochladen | Pfarrhaus und Sigristenwohnung               | G   | Rheinsprung 12 / Martinskirchplatz 2, 3 611320 / 267593            | |
|    | ja                                           | Datei hochladen | Haus Zum Brauer                              | G   | Rheinsprung 14 611326 / 267583                                     | [ 87 ] |
|    | BW                                           | Datei hochladen | St. Oswald Pfruendhus                        | G   | Rheinsprung 17 611397 / 267516                                     | [ 88 ] |
|    | BW                                           | Datei hochladen | Wendelstörferhof Weisses Haus                | G   | Rheinsprung 18 / Martinsgasse 3, 5 611375 / 267523                 | |
|    | BW                                           | Datei hochladen | Haus Zur Augenweide                          | G   | Rheinsprung 20 611390 / 267509                                     | [ 89 ] |
|    | BW                                           | Datei hochladen | Haus Zur kleinen Augenweide                  | G   | Rheinsprung 22 611399 / 267498                                     | [ 90 ] |
|    | BW                                           | Datei hochladen | Zum Alten Markgräfischen Hof                 | G   | Rheinsprung 24 / Martinsgasse 9-15 611406 / 267486                 | [ 91 ] |
|    | ja                                           | Datei hochladen | Ehemals Untere Realschule                    | G   | Rittergasse 4 611576 / 267236                                      | 1887 im Stil der Neurenaissance vollendet                                                                        |
|    | ja                                           | Datei hochladen | Vorderer Ramsteiner Hof                      | G   | Rittergasse 22, 22a, 24 611701 / 267128                            | [ 93 ] |
|    | ja                                           | Datei hochladen | Haus Zur Kapelle                             | G   | Rittergasse 31 611704 / 267157                                     | 1832/33 errichtetes Wohnhaus                                                                                     |
|    | BW                                           | Datei hochladen | Rheinkapelle                                 | G   | Rittergasse 31 611779 / 267227                                     | neugotische Bau am Nordenende des Vischerschen Gartens am Rhein                                                  |
|    | ja                                           | Datei hochladen | Haus by dem Kunos Tor                        | G   | Rittergasse 33 611716 / 267149                                     | 1823 auf den Grundmauern des ersten Deutschordenshauses errichtet                                                |
|    | ja                                           | Datei hochladen | Deutsches Haus                               | G   | Rittergasse 35 611734 / 267143                                     | [ 97 ] |
|    | BW                                           | Datei hochladen | Drei Wohn- und Geschäftshäuser               | G   | Schifflände 1-3 611249 / 267670                                    | nach Entwürfen von Hans Bernoulli 1913–1915 erbaut                                                               |
|    | BW                                           | Datei hochladen | Haus Zum Schönenberg                         | G   | Schlüsselberg 13 611428 / 267358                                   | [ 99 ] |
|    | BW                                           | Datei hochladen | Haus Zur Mücke                               | G   | Schlüsselberg 14 611422 / 267339                                   | [ 100 ] |
|    | ja                                           | Datei hochladen | Haus Zum Landser                             | G   | Schlüsselberg 15 611438 / 267361                                   | [ 101 ] |
|    | ja                                           | Datei hochladen | Haus Zum Burghof                             | G   | Schlüsselberg 17 611447 / 267368                                   | [ 102 ] |